# Jean-Baptiste Julien Belle
Jean-Baptiste Julien Belle, né le 1er juillet 1740 à Neuvy-le-Roi et mort le 9 septembre 1810 à Paris, est un homme politique français. Il a été député de l'Indre-et-Loire entre 1791 et 1792

## Biographie
Fils de Jean Baptiste Belle et Julienne Vacher, Jean-Baptiste Julien Belle est notaire royal à Neuvy. Il devient bailli en survivance et contrôleur des actes à Neuvy.
Administrateur du département d'Indre-et-Loire,  à Tours, il est élu, le 30 août 1791, député d'Indre-et-Loire à l'Assemblée législative. 
Il est le grand-père d'Anatole Brénier de Renaudière.

## Sources
- « Jean-Baptiste Julien Belle », dans Adolphe Robert et Gaston Cougny, Dictionnaire des parlementaires français, Edgar Bourloton, 1889-1891 [détail de l’édition]